# Clifford H. Pope
Clifford Hillhouse Pope (* 11. April 1899 in Washington, Georgia; † 3. Juni 1974 in Escondido, Kalifornien) war ein US-amerikanischer Herpetologe und Sachbuchautor.

## Leben
Pope war der Sohn von Mark Cooper Pope and Harriett Pope, geborene Hull. 1917 schrieb er sich in die University of Georgia ein, wechselte jedoch zwei Jahre später zur University of Virginia, wo er 1921 den Bachelor of Science erlangte. Von 1921 bis 1926 war er als Herpetologe und Assistent an den Expeditionen von Roy Chapman Andrews in Zentralasien beteiligt. Andrews arbeitete mit der Hauptexpeditionsgruppe im nördlichen China und in der Mongolei, wo sie in der Wüste Gobi die ersten Dinosauriereier entdeckten. Pope hingegen, der nur chinesische Assistenten beschäftigte, sammelte im südlichen China, insbesondere in Fujian an der Küste und auf der Inselgruppe Hainan. Große Sammlungen wurden zusammengetragen und an das American Museum of Natural History in New York City gesandt, worüber Karl Patterson Schmidt, ein Kollege von Pope, seine ersten Artikel schrieb.
Nach seiner Rückkehr aus China begann Pope selbst mit umfangreichen Studien des gesammelten Materials und veröffentlichte zwischen 1928 und 1934 ein Dutzend wissenschaftliche Artikel über Amphibien und Reptilien sowie populärwissenschaftliche Reiseschriften, beginnend mit dem Jahr 1924. 1928 wurde Pope Assistenzkurator an der herpetologischen Abteilung des American Museum of Natural History. Im selben Jahr heiratete er Sarah Haydock Davis. Aus dieser Ehe gingen drei Kinder hervor. 1930 begann er mit dem Manuskript für sein einziges wissenschaftliches Buch, das 1935 unter dem Titel The Reptiles of China veröffentlicht wurde. Es war das erste umfangreiche Buch über die Reptilien Chinas und basierte nicht nur auf Popes eigenen Sammlungen, sondern auch auf dem Studium des verfügbaren Museumsmaterials. Ein geplantes Nachfolgewerk über Amphibien mit farbigen Illustrationen des chinesischen Tierzeichners Hao-ting Wang blieb unveröffentlicht. Stattdessen erschien im Jahr 1940 in Zusammenarbeit mit Alice M. Boring eine kurze Übersicht über Amphibien unter dem Titel A survey of Chinese Amphibia.
1935 wurde Pope zum Präsidenten der American Society of Ichthyologists and Herpetologists gewählt. Im selben Jahr wurde er, wahrscheinlich, aufgrund eines persönlichen Konflikts mit dem Abteilungsdirektor Gladwyn Kingsley Noble von seinem Kuratorenposten entlassen. Da Pope auf dem Höhepunkt der Great Depression seinen Posten verlor, er jedoch zuvor schon einigen Erfolg mit populärwissenschaftlichen Schriften hatte, bestritt er seinen Lebensunterhalt vollständig mit dem Schreiben von Sachbüchern. 1937 erschien das Werk Snakes Alive and How They Live gefolgt von Turtles of the United States and Canada im Jahr 1939 und China’s Animal Frontier im Jahr 1940.
1941 wurde Pope Kurator an der Abteilung für Amphibien und Reptilien am Field Museum of Natural History in Chicago. Er wurde Nachfolger von Karl Patterson Schmidt, der mittlerweile den Chefkuratorenposten der zoologischen Abteilung des Field Museum übernommen hatte. Popes Forschungsarbeit befasste sich mit Schlangen und nach dem Zweiten Weltkrieg mit Salamandern. Von 1947 bis 1951 veröffentlichte er acht wissenschaftliche Artikel über die Familie der Lungenlosen Salamander (Plethodontidae), darunter die Erstbeschreibungen zu den Arten Plethodon caddoensis (1951) und Plethodon dixi (1949). Zu Popes weiteren Erstbeschreibungen zählen die Amphibienarten Hyla sanchiangensis (1929), Megophrys kuatunensis (1929), Amolops chunganensis (1929), Pelophylax fukienensis (1929), Leptobrachium liui (1947) und Amolops hongkongensis (1951) sowie die Reptilienarten Gekko hokouensis (1928), Lycodon flavozonatus (1928), Lycodon futsingensis (1928), Opisthotropis kuatunensis (1928), Pseudoxenodon karlschmidti (1928), Sinomicrurus kelloggi (1928) und Takydromus sylvaticus (1928).
1953 verließ Pope das Museum und widmete sich vollständig dem Schreiben. 1955 erschien das Buch The Reptile World, das 1957 in einer gekürzten Fassung unter dem Titel Reptiles Round the World mit Illustrationen von Helen Damrosch Tee-Van veröffentlicht wurde. 1961 kam sein letztes Buch The Giant Snakes heraus.

## Dedikationsnamen
Nach Pope sind die Skinkarten Emoia popei und Plestiodon popei sowie die Natternart Hebius popei benannt. Popes Bambusotter (Trimeresurus popeiorum) wurde nach Pope und seiner Frau Sarah H. Pope benannt.